# Janelee Chaparro
Janelee Marcus Chaparro Colón (Barceloneta, 12 de septiembre de 1991) conocida profesionalmente como Janelee Chaparro , es una modelo puertorriqueña. Representó a Puerto Rico en Miss Mundo 2012, logrando el top 30 y en Miss Grand Internacional 2013 se convirtió en la primera ganadora y puertorriqueña en obtener el título de Miss Grand Internacional.

## Biografía
Chaparro nació en Barceloneta, Puerto Rico de Sonia Colón y Sergio Chaparro, ambos pastores. En agosto de 2019, Colón dio a luz a una niña.

## Concursos de belleza

### Miss Mundo Puerto Rico 2011
Chaparro compitió en el certamen Miss Mundo Puerto Rico 2011, representando a la Barceloneta, donde ganó el título de 1ra finalista detrás de Amanda Vilanova de San Juan.
El 26 de abril de 2012, Janelee fue nombrada Miss Mundo Puerto Rico 2012 durante una conferencia de prensa porque ese año no se realizó ningún certamen.

### Miss Mundo 2012
Chaparro representó a Puerto Rico en el certamen Miss Mundo 2012, celebrado en Ordos, China , el 18 de agosto de 2012, donde se ubicó en el Top 30.

### Miss Grand Internacional 2013
Janelee representó a Puerto Rico en el primer certamen Miss Grand International el 19 de noviembre de 2013, donde ganó  convirtiéndose en la primera ganadora en la historia del certamen. Durante su reinado, viajó a Myanmar, Camboya, Malasia, Sudán del Sur, Tailandia, Puerto Rico, Singapur y Filipinas.